# Udanin
Pour la gmina, voir Udanin (gmina).
Udanin est une localité polonaise, siège de la gmina d'Udanin, située dans le powiat de Środa Śląska en voïvodie de Basse-Silésie.